# Cuenca de la quebrada de La Concordia
La cuenca de la quebrada de la Concordia es el espacio natural comprendido por las cuencas hidrográficas de la quebrada de La Concordia y la quebrada Escritos, ambas exorreicas de régimen pluvial que se extienden entre la Región de Arica y Parinacota de Chile y el Departamento de Tacna de Perú. La Dirección General de Aguas enlista la parte chilena en el ítem 011 del inventario BNA de cuencas de Chile.
Son dos cuencas hidrográficamente independientes, pero el inventario BNA las nombra solo por la mayor de ellas.

La cuenca es en la costa la más nórdica de las cuencas chilenas, pero no así en el altiplano.

## Límites y relieve

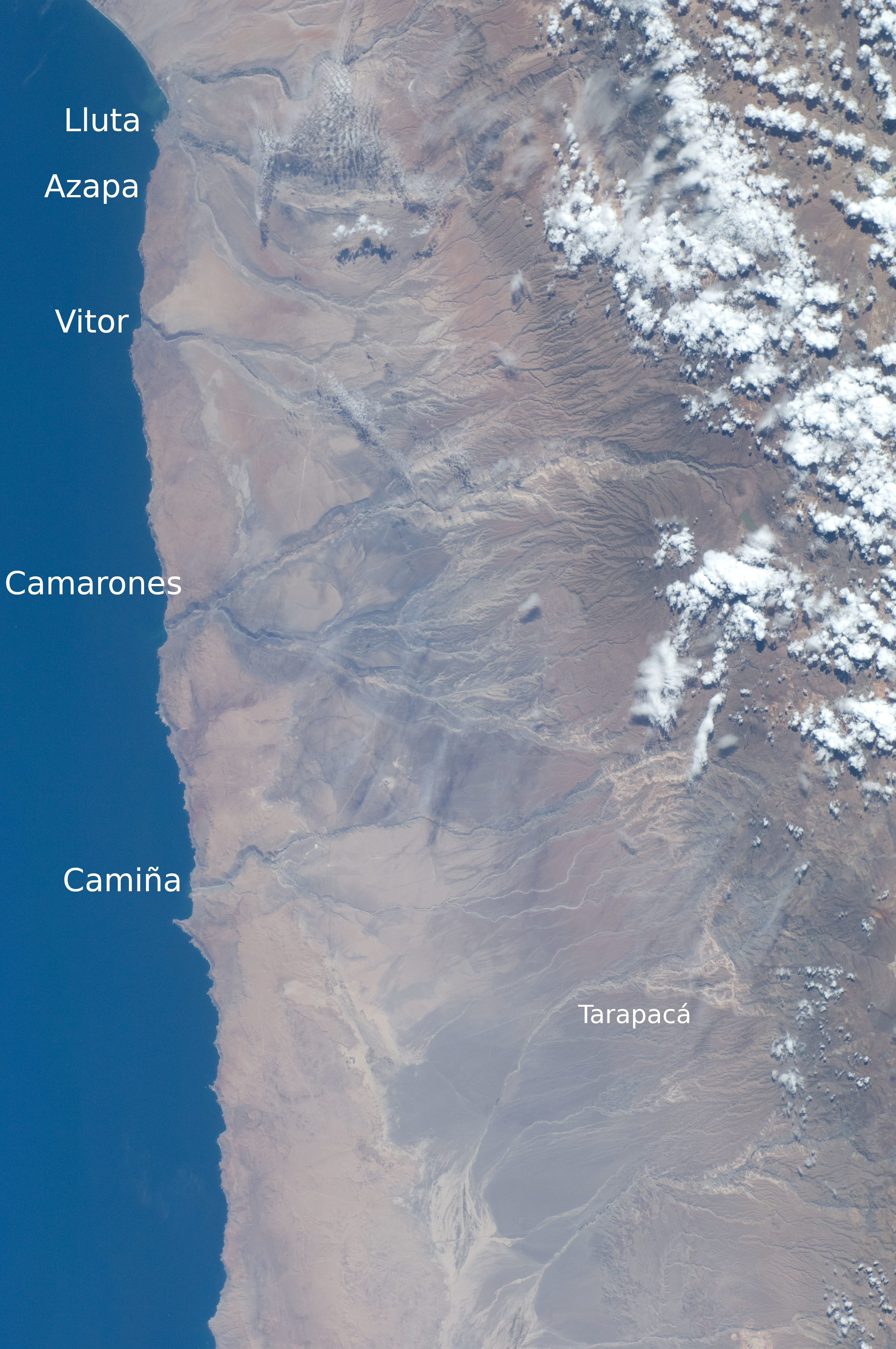
Las quebradas andinas exorreicas del norte grande de Chile de norte a sur: Escritos, Concordia, Lluta, Azapa, Camarones, Vitor y Camiña. Todas ellas nacen en la cordillera, atraviesan la depresión intermedia y la cordillera de la Costa, dejando en su camino algunas profundas incisiones. En el extremo inferior se ve la quebrada de Tarapacá, que también nace en la cordillera, avanza hacia el poniente pero en la depresión intermedia gira hacia el sur sumiéndose en la Pampa del Tamarugal. El "espolón" costero es la península al lado sur de Pisagua.

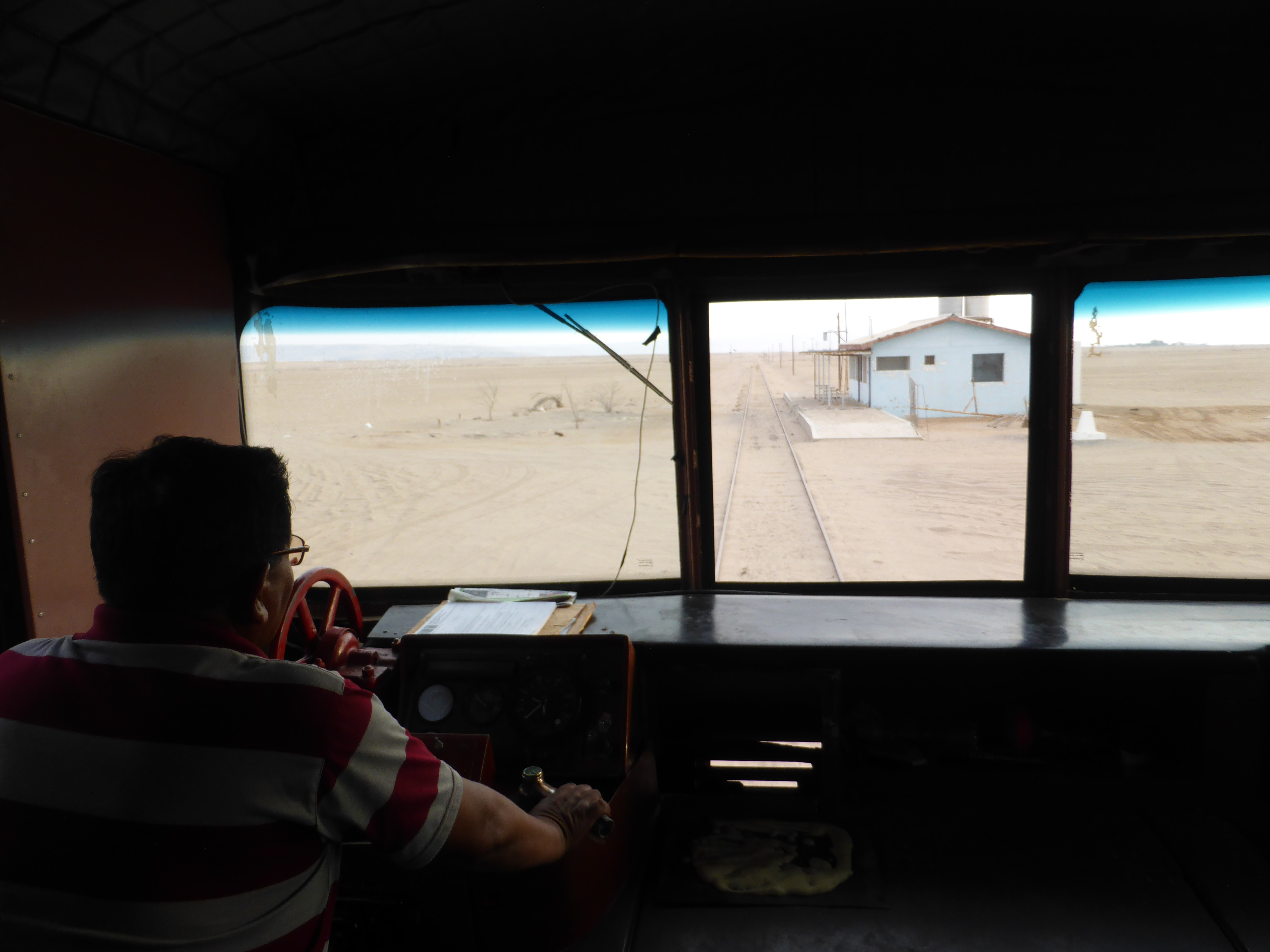
Vista desde el tren Tacna-Arica, en la estación Escritos.

Limitan al norte con la cuenca del río Caplina y al este y al sur con la cuenca del río Lluta.
Las cuencas Escritos, Concordia, Lluta, Azapa, Vítor, Camarones y Camiña son las 7 cuencas más septentrionales de Chile, todas ellas adyacentes, exorreicas y de carácter andino (reciben aguas de la cordillera de Los Andes) y llevan su caudal hasta el océano Pacífico, aunque algunas no siempre llegan cargadas al mar. Las dos primeras cuencas, Escritos y Concordia, limitan al este con los cabezales de la cuenca del río Lluta y el Lluta a su vez limita al oriente con la gran cuenca del Sistema endorreico Titicaca-Desaguadero-Poopó-Salar de Coipasa que habita el centro de América del Sur.
Al sur de estas siete cuencas chilenas continúa sobre la depresión intermedia la Pampa del Tamarugal que es una cuenca endorreica y sobre las planicies litorales solo hay cuencas costeras arreicas o con algunas aguadas. El límite oriental de estas cuencas es la cordillera occidental de Los Andes, con excepción del río Lluta que nace en el centro de la cordillera.

## Población
El sistema de información y monitoreo de biodiversidad del Ministerio del Medio Ambiente de Chile señala la siguiente distribución de la superficie de la cuenca entre las comunas (el porcentaje es de la cuenca):
| Región             | Provincia  | Comuna        | Hectáreas  | Porcentaje |
| ------------------ | ---------- | ------------- | ---------- | ---------- |
| Arica y Parinacota |            |               | 78.412,554 | 99,914%    |
|                    | Parinacota |               | 1.136,539  | 1,448%     |
|                    |            | General Lagos | 1.136,539  | 1,448%     |
|                    | Arica      |               | 77.276,015 | 98,466%    |
|                    |            | Arica         | 77.276,015 | 98,466%    |

## Subdivisiones
La Dirección General de Aguas subdivide o reúne las cuencas de Chile acorde a las necesidades de estudio y gestión. Existen dos inventarios que han logrado ser aceptados como principales, el inventario de cuencas del Banco Nacional de Aguas (BNA) de 1978, de mayor uso, y el inventario de cuencas del Departamento de Administración de Recursos Hídricos (DARH) de 2014 de mejor cartografía que ha obligado a redefinir algunos límites, a veces con cambios mayores, pero también por algunas redefiniciones del concepto de subcuenca.
Bajo el BNA el código del ítem es 011 y con el DARH es 1502.
La subdivisión del BNA es como sigue:
| Cuenca                                               | Subcuenca | Subsubcuenca | Aguas                                                      | Área drenaje km² | Observaciones |
| ---------------------------------------------------- | --------- | ------------ | ---------------------------------------------------------- | ---------------- | ------------- |
| 011 Categoría:Cuenca quebrada de La Concordia (mapa) |           |              |                                                            |                  |               |
| 011                                                  | 0111      | 01110        | Quebradas Escritos y de La Concordia                       | 785              |               |
| total:                                               | 1         | 1            | Región: XV (100%) / Tipo: Exorreica / Desemb.: O. Pacífico | 785              |               |

La disposición de cuencas en el inventario DARH es la siguiente:
| Código   | Nombre                                    | Código en mapa                            | Tipología de cuenca                       | Vertiente de cuenca                       | Origen de cuenca                          | Temperatura media anual (C°)              | Temperatura máxima (C°)                   | Temperatura mínima (C°)                   | Precipitación anual (mm)                  | Número de estaciones fluviométricas       | Número de estaciones pluviométricas       | Área (km²)                                |
| -------- | ----------------------------------------- | ----------------------------------------- | ----------------------------------------- | ----------------------------------------- | ----------------------------------------- | ----------------------------------------- | ----------------------------------------- | ----------------------------------------- | ----------------------------------------- | ----------------------------------------- | ----------------------------------------- | ----------------------------------------- |
| 1502     | Cuencas del Pacífico compartidas con Perú | Cuencas del Pacífico compartidas con Perú | Cuencas del Pacífico compartidas con Perú | Cuencas del Pacífico compartidas con Perú | Cuencas del Pacífico compartidas con Perú | Cuencas del Pacífico compartidas con Perú | Cuencas del Pacífico compartidas con Perú | Cuencas del Pacífico compartidas con Perú | Cuencas del Pacífico compartidas con Perú | Cuencas del Pacífico compartidas con Perú | Cuencas del Pacífico compartidas con Perú | Cuencas del Pacífico compartidas con Perú |
| 150200   | Quebrada de la Concordia                  | 0                                         | Exorreica                                 | Pacífico                                  | Pluvial                                   | 15.2                                      | 24.8                                      | 5.5                                       | 41.7                                      | 0                                         | 0                                         | 304.2                                     |
| 15020000 | Quebrada Caunire                          | 2                                         | Exorreica                                 | Pacífico                                  | Pluvial                                   | 13.7                                      | 23.8                                      | 2.6                                       | 56.1                                      | 0                                         | 0                                         | 348.6                                     |
| 150201   | Quebrada Escritos                         | 0                                         | Exorreica                                 | Pacífico                                  | Pluvial                                   | 14.7                                      | 23.8                                      | 5.7                                       | 65.9                                      | 0                                         | 0                                         | 554.5                                     |
| 150202   | Cerro Lampallares                         | 0                                         | Exorreica                                 | Pacífico                                  | Pluvial                                   | 3.6                                       | 14.7                                      | -10.1                                     | 261.6                                     | 0                                         | 0                                         | 1512.4                                    |

La gran diferencia entre los 785 km² de la partición BNA y los 2720 km² de la partición DARH se debe a que la última incluye el área natural de las cuencas, incluida la parte peruana. No así la del inventari BNA que solo incluye el área chilena de la respectiva cuenca.

## Hidrología

Diagrama unifilar de la red hidrográfica de las cuencas de la quebrada de Escritos y La Concordia, ambas compartidas entre Chile y Perú.

### Red hidrográfica
Los cuerpos de agua considerados en esta categoría son:

### Caudales y régimen
El inventario DARH las considera como de origen pluvial.

### Humedales
El Ministerio del Medio Ambiente congigna en esta cuenca el humedal de la desembocadura del río Lluta (HU-0080), que se xtiende hasta esta cuenca.

### Glaciares
El inventario público de glaciares de Chile 2022 no consigna glaciares en esta cuenca.

## Clima

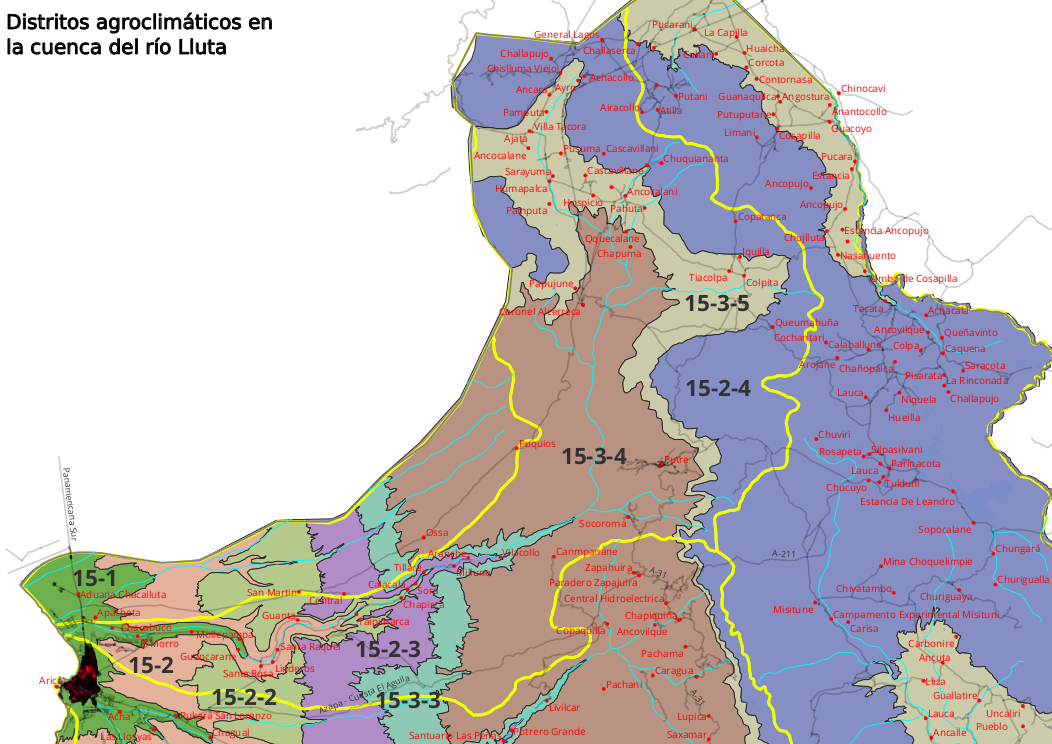
Distritos agroclimáticos en la cuenca de la Concordia. En amarillo los límites de la cuenca.

El Atlas agroclimático de Chile distingue seis distritos agroclimáticos en la hoya de la Concordia que se suceden desde la costa hasta la cordillera:
- 15-1 desierto con influencia marina y régimen de humedad xérico (BWnXe) con temperaturas que oscilan entre un máximo de enero de 27,4 °C y un mínimo de julio de 12,8 °C. En todo el año no tiene heladas. El período de temperaturas favorables a la actividad vegetativa dura 12 meses. Registra anualmente 2.823 días grado y 0 horas de frío acumuladas hasta el 31 de julio. La precipitación media anual es de 1 mm y un período seco de 12 meses, con un déficit hídrico de 1.603 mm/año. El período húmedo dura 0 meses durante los cuales se produce un excedente hídrico de 0 mm.
- 15-2 desierto con influencia marina y régimen de humedad xérico (BWnXe) con temperaturas que varían entre un máximo de enero de 29,2 °C y un mínimo de julio de 12,1 °C. En todo el año no tiene heladas. El periodo de temperaturas favorables a la actividad vegetativa dura 12 meses Registra anualmente 3.132 días grado y 0 horas de frío acumuladas hasta el 31 de julio. La precipitación media anual es de 1 mm y un periodo seco de 12 meses, con un déficit hídrico de 1.680 mm/año. El período húmedo dura 0 meses durante los cuales se produce un excedente hídrico de 0 mm.
- 15-2-2 Desierto con influencia marina y régimen de humedad xérico (BWnXe) con temperaturas entre un máximo de enero de 29,7 °C y un mínimo de julio de 6,8 °C. Tiene un promedio de 345 días consecutivos libres de heladas. En el año se registra un promedio de 1 helada. El período de temperaturas favorables a la actividad vegetativa dura 12 meses. Registra anualmente 2.875 días grado y 81 horas de frío acumuladas hasta el 31 de julio. La precipitación media anual es de 0 mm y un período seco de 12 meses, con un déficit hídrico de 2.065 mm/año. El período húmedo dura 0 meses durante los cuales se produce un excedente hídrico de 0 mm.
- 15-2-3 desierto con influencia marina y régimen de humedad xérico (BWnXe) con temperaturas entre un máximo de enero de 27,7 °C y un mínimo de julio de 6,4 °C. Tiene un promedio de 339 días consecutivos libres de heladas. En el año se registra un promedio de 2 heladas. El período de temperaturas favorables a la actividad vegetativa dura 12 meses. Registra anualmente 2.372 días grado y 125 horas de frío acumuladas hasta el 31 de julio. La precipitación media anual es de 0 mm y un período seco de 12 meses, con un déficit hídrico de 1.945 mm/año. El período húmedo dura 0 meses durante los cuales se produce un excedente hídrico de 0 mm.
- 15-3-3 desierto interior y régimen de humedad xérico (BWXe) con temperaturas que oscilan entre un máximo de enero de 26,5 °C y un mínimo de julio de 3,4 °C. Tiene un promedio de 186 días consecutivos libres de heladas. En el año se registra un promedio de 25 heladas. El periodo de temperaturas favorables a la actividad vegetativa dura 12 meses. Registra anualmente 1.769 días grado y 588 horas de frío acumuladas hasta el 31 de julio. La precipitación media anual es de 4 mm y un periodo seco de 12 meses, con un déficit hídrico de 2.155 mm/año. El período húmedo dura 0 meses durante los cuales se produce un excedente hídrico de 0 mm.
- 15-3-4 desierto de altura y régimen de humedad xérico (BWHXe) con temperaturas que oscilan entre un máximo de enero de 20 °C (máx de 26 °C y mín de 9 °C dentro del distrito) y un mínimo de julio de -0,1 °C (máx de 6 °C y mín de -4 °C dentro del distrito). Tiene un promedio de 0 días consecutivos libres de heladas. En el año se registra un promedio de 157 heladas. El periodo de temperaturas favorables a la actividad vegetativa dura 5 meses. Registra anualmente 700 días grado y 1.311 horas de frío acumuladas hasta el 31 de julio. La precipitación media anual es de 38 mm y un periodo seco de 12 meses, con un déficit hídrico de 2.058 mm/año. El período húmedo dura 0 meses durante los cuales se produce un excedente hídrico de 0 mm.

Diagrama Walter Lieth para la ciudad de Arica.

Los diagramas Walter Lieth muestran con un área azul los periodos en que las precipitaciones sobrepasan la cantidad de agua que el calor del sol evapora en el mismo lapso de tiempo, (un promedio de 10 °C mensuales evaporan 20 mm de agua caída) dejando un clima húmedo. Por el contrario, las zonas amarillas indican que durante ese tiempo el agua caída puede ser evaporada por el calor del sol. El área gris señala meses muy húmedos.

## Actividades económicas
En las cuencas se ubica el Aeropuerto Chacalluta que comunica a la zona con el resto del mundo. También el Complejo fronterizo Chacalluta.

## Áreas bajo protección oficial y conservación de la biodiversidad
El portal del Ministerio del Medio Ambiente no consigna espacios protegidos en esta cuenca.